# Arthur Kell
Arthur Kell (Winchester (Massachusetts)) is een Amerikaanse jazzbassist en componist die actief is in New York.
Kell studeerde aan Oberlin Conservatory of Music. Eind jaren 70 speelde hij mee op "For Four Orchestras" van Anthony Braxton. In de jaren tachtig werkte hij veel samen met (jeugdvriend) Thomas Chapin, Bobby Previte, Shelley Hirsch en Fred Ho. Hij toerde vaak met zijn kwartet in Europa en maakte hiermee vier CD's. in zijn groepen hebben musici gespeeld als  Steve Cardenas en Chris Cheek. Hij werkte recent samen met dichters en schrijvers (in de groep Flashpoint), de choreograaf Alexx Shilling en Fieldshift/Further, een mulkti-disciplinair gezelschap. Hij werkt met de groep Arthur Kell & Friends, een groep met wisselende bezettingen, waarin musici als  Brad Shepik  en Mark Ferber hebben gespeeld. Tevens speelt hij met duo's en trio's. Hij speelt in uiteenlopende groepen (zoals Sofie Salonika en Spirits Rebellious) en  heeft als 'sideman' samengewerkt met o.a. de interdisciplinaire artiest Quintan Ana Wikswo, Eri Yamamoto, Kenny Wolleson, Peter Knoll, Daniel Goodman en Matt Darriau. In de jaren 80 en 90 was kell een milieuactivist (1987-1997).

## Discografie
- See You in Zanzibar, 2001
- Traveller, Fresh Sound New Talent, 2005
- Jester (Live in Germany II), BJU Records, 2012]